# Línea Ferroviaria Principal Nueva Delhi–Bombai
La Línea Ferroviaria Principal Nueva Delhi–Bombai es una importante línea ferroviaria en la India. Vincula la capital nacional de Nueva Delhi con la capital financiera de Mumbai, cubriendo una distancia de 1.386 km  en los estados indios de Delhi, Haryana, Uttar Pradesh, Madhya Pradesh, Rajasthan, Gujarat y Maharashtra . Mumbai Rajdhani Express (que es el Rajdhani Express más rápido) viaja en esta línea y cubre la distancia entre Delhi y Mumbai en 15 horas y 40 minutos a una velocidad promedio de 91 km/h. En 2016, Talgo (el fabricante español de Trenes de Alta Velocidad) realizó varias pruebas de su tren de alta velocidad en Bombay. El tren alcanzó una velocidad máxima de 150 km/h y completó el viaje Nueva Delhi-Bombay Central en menos de 12 horas.

## Detalles
Comenzando en la estación de tren de Nueva Delhi, la línea Delhi-Bombay corre concurrente con la línea Delhi-Chennai por 141 km hasta Mathura . Desde aquí corre en dirección suroeste y pasa por las ciudades de Bharatpur, Kota, Ratlam, Vadodara, Surat antes de terminar en la estación central de tren de Bombay . Dentro de Maharashtra, la línea occidental de Mumbai Suburban Railway utiliza recorridos en las mismas vías desde Dahanu Road hasta la estación de tren de Churchgate . 
Esta línea se divide en tres secciones: 
1. Sección de Nueva Delhi-Mathura
2. Sección Mathura-Vadodara
3. Sección Vadodara-Mumbai

## Electrificación
La línea Delhi-Bombay fue completamente electrificada en 1987 a 25kW AC 50Hz.

## Movimiento de pasajeros
Nueva Delhi, Mathura, Kota, Ratlam, Vadodara y Mumbai Central, en esta línea, se encuentran entre las cien principales estaciones de reserva de Indian Railway.

## Trenes principales
- Mumbai Rajdhani Express
- August Kranti Rajdhani Express
- Thiruvananthapuram Rajdhani Express
- Madgaon Rajdhani Express
- Mumbai Nueva Delhi Duronto Express
- Bandra Terminus Hazrat Nizamuddin Yuva Express
- Bandra Terminus Hazrat Nizamuddin Garib Rath Express
- Malla del Templo Dorado Central de Amritsar Mumbai
- Maharashtra Sampark Kranti Express
- Paschim Express